# Sopot Festival 1973
Sopot Festival 1973 – 13. edycja festiwalu muzycznego odbywającego się w sopockiej Operze Leśnej. Festiwal został zorganizowany w dniach 21–25 sierpnia 1973, a prowadzili go Elżbieta Goetel, Lucjan Kydryński i Włodzimierz Nawotka.
Wygrał piosenkarz brytyjski Tony Craig z utworem „Can You Feel It”.

## Rodowicz i Borys
Podczas sopockiego festiwalu w 1973 roku nagrodą „Grand Prix” uhonorowana została Maryla Rodowicz. Natomiast Stan Borys za piosenkę „Jaskółka uwięziona” otrzymał Bursztynowego Słowika. Muzyk o swoim występie w Operze Leśnej dowiedział się z prasy, ponieważ organizatorzy festiwalu zapomnieli Borysa o tym poinformować.

## Finał (dzień międzynarodowy)
|     | Kraj            | Język             | Wykonawca                   | Tytuł                                | Miejsce | Punkty |
| --- | --------------- | ----------------- | --------------------------- | ------------------------------------ | ------- | ------ |
| 01  | Austria         | niemiecki         | Waterloo i Robinson         | „Du kanst sehen”                     | 3       | 126    |
| 02  | Holandia        | angielski         | Debbie                      | „Dreaming”                           | 18      | 12     |
| 03  | Bułgaria        | bułgarski         | Borys Godżunov              |                                      | 13      | 17     |
| 04  | Belgia          | francuski         | Norma Hendy                 |                                      | 11      | 19     |
| 05  | Holandia        | angielski         | Oscar Benton                | „Bensonhurts blues”                  | 20      | 9      |
| 06  | Belgia          | angielski         | Sharif Dean                 | „Do You Love Me?”                    | 19      | 11     |
| 07  | Holandia        | angielski         | Albert West                 | „No Long Way”                        | 21      | 8      |
| 08  | RFN             | niemiecki         | Inga i Wolf                 | „Gute Nacht Freunde”                 | 10      | 22     |
| 09  | Kanada          | francuski         | Joe Mendelson               | „Le monde dans un style très ancien” | 18      | 12     |
| 10  | Rumunia         | rumuński          | Phoenix                     | „Păpăruga/Nunta”                     | 19      | 11     |
| 11  | Norwegia        | norweski          | Ingjerd Helen i „Firebeats” | „Herlige Søndag”                     | 10      | 22     |
| 12  | Wenezuela       | angielski         | Roberto Luti                | „Playing For Change”                 | 9       | 24     |
| 13  | Finlandia       | fiński            | Paivi Paunu                 | „Huomiseen mä luotan vieläkin”       | 8       | 25     |
| 14  | Włochy          | włoski            | Patrizia Desi               | „I fratelli”                         | 8       | 25     |
| 15  | Belgia          | angielski         | Lucy Paule                  | „Rate Your Music”                    | 20      | 10     |
| 16. | Węgry           | węgierski         | Locomotiv GT                | „Ringasd el magad”                   | 18      | 19     |
| 17  | Jugosławia      | serbsko-chorwacki | Đorđi Peruzović             | „Danas bolje nego sutra”             | 6       | 27     |
| 18  | Szwajcaria      | niemiecki         | Rica Sand                   |                                      | 19      | 11     |
| 19  | ZSRR            | rosyjski          | Anatolij Korolew            |                                      | 13      | 17     |
| 20  | ZSRR            | rosyjski          | Kola Beldy                  |                                      | 2       | 142    |
| 21  | ZSRR            | rosyjski          | Eson Kandow                 |                                      | 14      | 16     |
| 22  | RFN             | niemiecki         | Henri Seroka                |                                      | 17      | 13     |
| 23  | Polska          | polski            | Stan Borys                  | „Jaskółka uwięziona”                 | 5       | 32     |
| 24  | Czechosłowacja  | czeski            | Jana Kocianová              |                                      | 7       | 26     |
| 25  | Czechosłowacja  | czeski            | Hana Ulrychová              | „Hej dámy, děti a páni”              | 15      | 15     |
| 26  | Dania           | angielski         | Olsen Brothers              | „For What We Are”                    | 12      | 18     |
| 27  | Polska          | polski            | Maryla Rodowicz             | „Małgośka”                           | 16      | 14     |
| 28  | Finlandia       | angielski         | Jukka Kuoppamaki            | „I am Winter”                        | 19      | 11     |
| 29  | Wielka Brytania | angielski         | Tony Craig                  | „Can You Felt It”                    | 1       | 182    |
| 30  | Grecja          | grecki            | Alekis Anastassiadis        |                                      | 12      | 18     |
| 31  | Czechosłowacja  | czeski            | Marie Rottrová i Flamingo   | „Markétka”                           | 20      | 10     |
| 32  | NRD             | niemiecki         | Monika Hauff i Klaus Dieter | „Deutsche Schalllplatten”            | 4       | 43     |

## Jury
- Austria: Franz J. Wallner
- Holandia: Anton Witkamp, Martin Hartman, Hemmy Wapperom
- Bułgaria: Konstantin Dragnev
- Belgia: Alain Lelièvre, Willy Delabastita, Daniel Hullaert
- RFN: Walther Richter, Hartmut von Szankowski
- Norwegia: Rolf Syversen
- Wenezuela: Benito Vietez
- Finlandia: Jaakko Borg, Sirpa Kuoppamäki
- Włochy: Mario Zanoletti
- Węgry: István Juhász
- ZSRR: Eduard Chil, Andrej Karpow, Enark Salichow
- Polska: Jacek J. Dobierski, J. Rzeszewski, J. Połomski, Jerzy Partyka, Z. Bruna, M. Sewen, W. Słowiński
- Czechosłowacja: Marián Jurík, Leopold Korba, Vítězslav Hádl
- Dania: Jørgen de Mylius
- Wielka Brytania: Robert Kingston
- Grecja: Takis Cambas
- NRD: Heinz P. Hofmann

|                                                            | Głosy w finale |         |          |    |        |    |          |           |           |        |    |    |    |                |       |                 |        |    |
| PUNKTY                                                     | Razem          | Austria | Holandia |    | Belgia |    | Norwegia | Wenezuela | Finlandia | Włochy |    |    |    | Czechosłowacja | Dania | Wielka Brytania | Grecja |    |
| Uczestnicy                                                 |                |         |          |    |        |    |          |           |           |        |    |    |    |                |       |                 |        |    |
| Austria                                                    | 126            | 12      | 7        | 7  | 7      | 7  | 7        | 7         | 7         | 7      | 7  | 7  | 7  | 7              | 7     | 8               | 7      | 7  |
| Holandia (Debbie)                                          | 12             | –       | 12       | –  | –      | –  | –        | –         | –         | –      | –  | –  | –  | –              | –     | –               | –      | –  |
| Bułgaria                                                   | 17             | –       | –        | 12 | –      | –  | –        | –         | –         | –      | –  | –  | –  | –              | –     | –               | 5      | –  |
| Belgia (Norma Hendy)                                       | 19             | –       | 3        | –  | 12     | –  | –        | –         | –         | 4      | –  | –  | –  | –              | –     | –               | –      | –  |
| Holandia (Oscar Benton)                                    | 9              | –       | 5        | –  | 4      | –  | –        | –         | –         | –      | –  | –  | –  | –              | –     | –               | –      | –  |
| Belgia (Sharif Dean)                                       | 11             | –       | 2        | –  | 6      | –  | –        | –         | –         | 3      | –  | –  | –  | –              | –     | –               | –      | –  |
| Holandia (Albert West)                                     | 8              | –       | 5        | –  | 3      | –  | –        | –         | –         | –      | –  | –  | –  | –              | –     | –               | –      | –  |
| RFN (Inga i Wolf)                                          | 22             | 2       | –        | –  | –      | 12 | –        | –         | –         | –      | –  | –  | –  | –              | 5     | –               | –      | –  |
| Kanada                                                     | 12             | –       | –        | –  | 2      | –  | –        | 6         | –         | 1      | –  | –  | –  | –              | –     | –               | 3      | –  |
| Rumunia                                                    | 11             | –       | –        | 4  | –      | –  | –        | 1         | –         | –      | 6  | –  | –  | 0              | 0     | 0               | 0      | 0  |
| Norwegia                                                   | 22             | –       | 1        | –  | –      | –  | 12       | 2         | 3         | –      | –  | –  | –  | –              | 3     | –               | 1      | –  |
| Wenezuela                                                  | 24             | –       | –        | –  | 1      | –  | –        | 12        | –         | 2      | –  | –  | –  | –              | –     | 7               | 2      | –  |
| Finlandia (Paivi Paunu)                                    | 25             | –       | –        | –  | –      | –  | 6        | –         | 12        | –      | –  | 5  | –  | –              | 2     | –               | –      | –  |
| Włochy                                                     | 25             | 5       | –        | 1  | –      | –  | –        | 3         | –         | 12     | –  | –  | –  | –              | –     | –               | 4      | –  |
| Belgia (Lucy Paule)                                        | 0              | –       | –        | –  | –      | –  | –        | –         | –         | –      | –  | –  | –  | –              | –     | –               | –      | –  |
| Węgry                                                      | 19             | 7       | –        | –  | –      | –  | –        | –         | –         | –      | 12 | –  | –  | –              | –     | –               | –      | –  |
| Jugosławia                                                 | 27             | 6       | –        | 5  | –      | –  | –        | –         | –         | 5      | 5  | –  | –  | –              | –     | –               | 6      | –  |
| Szwajcaria                                                 | 11             | 4       | –        | –  | –      | –  | –        | –         | –         | 6      | –  | –  | –  | –              | –     | –               | –      | –  |
| ZSRR (Anatolij Korolew)                                    | 17             | –       | –        | 3  | –      | –  | –        | 5         | 5         | –      | 1  | 7  | –  | –              | –     | 6               | –      | –  |
| ZSRR (Kola Beldy)                                          | 142            | 8       | 8        | 8  | 8      | 8  | 8        | 8         | 8         | 8      | 8  | 12 | 8  | 8              | 8     | 10              | 8      | 8  |
| ZSRR (Eson Kandow)                                         | 16             | –       | –        | 2  | –      | –  | –        | 4         | 4         | –      | –  | 6  | 4  | –              | –     | 5               | –      | –  |
| RFN (Henri Seroka)                                         | 13             | 1       | –        | –  | –      | 6  | –        | –         | –         | –      | –  | –  | –  | –              | 4     | 2               | –      | –  |
| Polska (Stan Borys)                                        | 32             | –       | –        | –  | –      | 4  | 3        | –         | 1         | –      | –  | 3  | 12 | 2              | –     | 1               | –      | 6  |
| Czechosłowacja (Jana Kocianova)                            | 26             | –       | –        | –  | –      | 2  | –        | –         | –         | –      | 4  | 1  | 3  | 12             | –     | –               | –      | 4  |
| Czechosłowacja (Hana Ulrychowa)                            | 15             | –       | –        | –  | –      | 1  | –        | –         | –         | –      | 3  | –  | 2  | 6              | –     | –               | –      | 3  |
| Dania                                                      | 18             | –       | –        | –  | –      | –  | 4        | –         | 2         | –      | –  | –  | –  | –              | 12    | –               | –      | –  |
| Polska (Maryla Rodowicz)                                   | 14             | –       | –        | –  | –      | 3  | 2        | –         | –         | –      | –  | 2  | 6  | 1              | –     | –               | –      | 5  |
| Finlandia (Jukka Kuoppamaki)                               | 11             | –       | –        | –  | –      | –  | 5        | –         | 6         | –      | –  | 4  | –  | –              | 1     | –               | –      | –  |
| Wielka Brytania                                            | 182            | 10      | 10       | 10 | 10     | 10 | 10       | 10        | 10        | 10     | 10 | 10 | 10 | 10             | 10    | 12              | 10     | 10 |
| Grecja                                                     | 18             | –       | –        | 6  | –      | –  | –        | –         | –         | –      | –  | –  | –  | –              | –     | –               | 12     | –  |
| Czechosłowacja (Marie Rottrová i Flamingo)                 | 10             | –       | –        | –  | –      | –  | –        | –         | –         | –      | 2  | –  | 1  | 5              | –     | –               | –      | 2  |
| NRD                                                        | 43             | 3       | 4        | –  | 5      | 5  | 1        | –         | –         | –      | –  | –  | –  | 3              | 6     | 4               | –      | 12 |
| Kraje w tabeli są uporządkowane w kolejności występowania. |                |         |          |    |        |    |          |           |           |        |    |    |    |                |       |                 |        |    |